# René Zavaleta Mercado
René Zavaleta Mercado (Oruro, 1935 - Cidade do México, 1984), foi um político, sociólogo e filósofo marxista boliviano.

## Idéias
Zavaleta foi bastante influente na Bolívia durante a segunda metade do século XX. Seu pensamento costuma ser dividido em 3 períodos: ao primeiro, nacionalista, seguiu-se ao marxismo ortodoxo e, finalmente, um marxismo não-ortodoxo que mostrou-se a mais influente fase dentro de uma perspectiva exclusivamente boliviana. Os conceitos derivados de suas ideias são fundamentais para o desenvolvimento posterior das ciências sociais da Bolívia. Dentre seus conceitos está o de "abigarrada de sociedad" (que pode ser traduzido, grosso modo, por "sociedade variada") e que representa uma sociedade justaposta por relações assimétricas entre os diferenciados poderes culturais e seus respectivos modos de produção. Também significativos os conceitos impressos por Zavaleta a conceitos como "masas" (massa) e "multitud" (multidão). 
Seu trabalho é considerado essencial para a compreensão da realidade cultural, política e social da Bolívia.

## Política
Como político, René Zavaleta foi Ministro de Minas e Petróleo durante o governo do Movimento Nacionalista Revolucionário (MNR). Também atuou como diplomata pela Bolívia junto ao Uruguai e o Chile. 

## Universidade
Como acadêmico, Zavaleta estudou na Universidade de San Andrés, em La Paz, na University of Oxford, e foi diretor do Instituto Latino-Americano de Ciências Sociais (FLACSO), no México.

## Influência
Zavaleta exerceu notável influência no pensamento e trabalho de importantes intelectuais esquerdistas bolivianos contemporâneos: Álvaro García Linera (vice-presidente no governo Evo Morales) e membros da Assembléia Constituinte como Raúl Prada, Luis Tapía, Oscar Vega López, entre outros.

## Publicações[1]
Em espanhol:
- Estado nacional o pueblo de pastores (1963),
- La formación de la conciencia nacional (1967),
- El poder dual en América Latina: estudio de los casos de Bolivia y Chile (1974),
- Bolivia: Hoy (1983),
- Lo nacional-popular en Bolivia (1986).